# 勒羅伊鎮區 (愛荷華州奧德班縣)
勒罗伊鎮區（英語：Leroy Township）是位於美國愛荷華州奧德班縣的一個行政鎮區。

## 地方資料
根據2010年美國人口普查的數據，勒罗伊鎮區的面積為95.40平方千米，當中陸地面積為95.40平方千米，而水域面積為0.00平方千米。當地共有人口2496人，而人口密度為每平方千米26.16人。